# Röda armén
Röda armén, egentligen Arbetarnas och böndernas röda armé (RKKA) (ryska: Красная армия, Krasnaja armija eller Рабоче-крестьянская Красная армия, Rabotje-krestjanskaja Krasnaja armija, ry. förkortning РККА), var bolsjevikernas armé, skapad under ryska inbördeskriget av Lev Trotskij 1918, även benämning på Sovjetunionens armé fram till efter stora fosterländska kriget (vilket var en del av andra världskriget), då dess namn 1946 ändrades till Sovjetarmén (ryska: Советская армия, Sovetskaja armija).

## Bildandet av Röda armén
Röda armén var det officiella namnet på Sovjet-Rysslands och sedermera Sovjetunionens marktrupper, flygvapen och flottan, vilka tillsammans med gränstrupperna, inrikestrupperna (NKVD) samt konvojtrupperna utgjorde Sovjetunionens väpnade styrkor från och med 15 januari 1918 till och med februari 1946. Lev Trotskij brukar räknas som skaparen av Röda armén.
Röda arméns födelsedatum brukar räknas den 23 februari 1918, då man vann en viktig seger mot kaiserns tyska armé. Numera kallas 23 februari Fosterlandsförsvararens dag enligt den officiella lagen Nr. 32-F3 från den 13 mars 1995.
Från och med februari 1946 benämndes Röda armén formellt Sovjetarmén. Med Sovjetarmén avsågs alla försvarsgrenar utom Sovjetmarinen.

## Tiden mellan revolutionen och andra världskriget

### Ryska inbördeskriget (1917–1923)
Ryska inbördeskriget (1917–1923) var ett krig som inträffade inom dåvarande Kejsardömet Ryssland efter att den ryska provisoriska regeringen kollapsade till sovjeterna, under dominans av bolsjevikpartiet. Sovjetiska styrkor tog först makten i Petrograd (Sankt Petersburg) och fick därefter kontroll över hela Ryssland.
De huvudsakliga striderna skedde mellan den bolsjevikiska Röda armén, ofta i tillfälliga allianser med andra vänsterorienterade prorevolutionära grupper, och de löst allierade antibolsjevikiska styrkorna i Vita armén. Många utländska arméer krigade mot Röda armén, i synnerhet de allierade styrkorna, och många frivilliga utlänningar kämpade på båda sidor av det ryska inbördeskriget. Det polsk-sovjetiska kriget ses ofta som en krigsskådeplats i konflikten. Andra nationalistiska och regionala politiska grupper deltog också i kriget, inklusive den nationalistiska ukrainska Gröna armén, anarkistiska ukrainska Svarta armén och Svarta gardet, och krigsherrar som Roman Ungern von Sternberg.
De mest intensiva striderna ägde rum 1918–1920. Större militära operationer avslutades den 25 oktober 1922 när Röda armén ockuperade Vladivostok som tidigare innehades av den provisoriska Priamurregeringen. Den sista enklaven av de vita styrkorna var distriktet Ajano-Majskij på Stillahavskusten, där general Anatolij Pepeljajev inte kapitulerade förrän den 17 juni 1923.
I sovjetisk historieskrivning har tidsperioden av inbördeskriget traditionellt definierats som 1918–1921, men krigets skärmytslingar sträckte sig faktiskt från 1917 till 1923.

### Polsk-sovjetiska kriget (februari 1919–mars 1921)
Polsk-sovjetiska kriget (februari 1919–mars 1921) var ett krig mellan å ena sidan Ryska socialistiska federativa sovjetrepubliken (Sovjetryssland) och Ukrainska socialistiska sovjetrepubliken och å andra sidan Andra polska republiken och Ukrainska folkrepubliken, där alla fyra var nya statsbildningar efter första världskriget. Polsk-sovjetiska kriget var ett resultat av de krigförande parternas önskan att utöka sina territorier och sitt inflytande över dem. Polen, som nyligen hade återupprättats genom Versaillesfreden efter att ha varit delat sedan 1700-talet, försökte säkra områden man förlorat vid tiden för delningarna; sovjetrepublikernas syfte var att ta kontroll över områden som tillhört Kejsardömet Ryssland innan den tyska invasionen under första världskriget. Frågan om vem som segrade är ett tvisteämne. Polackerna hävdade att de framgångsrikt försvarat sin stat, medan sovjetrepublikerna hävdade att de avvärjt en polsk invasion av Ukraina och Vitryssland, vilket de såg som en del av den utländska interventionen i det ryska inbördeskriget.

### Spanska inbördeskriget 1936–1939
Röda armén stred på republikens sida. Sovjet bidrog med stridsvagnar, flygplan och artilleripjäser. Dessutom fanns ett par tusen officerare och NKVD-män på plats.

### Stalins utrensningar bland officerare
1936–1938 drog Stalin, med hjälp av NKVD, igång en omfattande och blodig utrensning inom partiet och landets samhällsfunktioner. Aktionen urartade i och med Moskvarättegångarna 1936–1938 då man anklagade först vänsterfalangen och sedan högerfalangen för allehanda uppdiktade förbrytelser som planer att mörda Stalin, spioneri, landsförrädisk verksamhet, korruption, etc.
Röda armén var inte förskonad från terrorn. Röda arméns marskalk Michail Tuchatjevskij (Ryska: Михаил Николаевич Тухачевский) (16 februari 1893–12 juni 1937) och en rad ledande höga militärer dömdes till döden för landsförrädisk verksamhet och föregivet samarbete med Tyskland.

### Politruk-systemet
Politiska kommissarier, populärt kallade politruker, introducerades i RA av Lev Trotskij som försökte lösa problemet med tsartidens officerare som skulle skolas om till RKKA-befäl genom att tilldela var och en av dem en egen ryggsäck (= kontrollant). De politiska kommissarierna var inte unika inom armén och flottan, utan man hittade dem överallt, även i teaterledningarna och i symfoniorkestrarna.
En sådan dubbelkommandostruktur i en militärorganisation blev kontraproduktiv och påverkade RA:s effektivitet menligt i de krig som armén deltog i.

### Konflikten med Japan 1938–1939
Under 1938 blev läget mellan Sovjetunionen och Japan spänt vilket ledde till gränsstrider vid sjön Chasan (1938). Året därpå trängde japanerna in i det med Sovjetunionen allierade Mongoliet, varpå Sovjet skickade dit Röda armén och segrade i striderna vid Chalchin-Gol (augusti 1939) där den ryska armén leddes av Georgij Zjukov.
Ett viktigt bidrag till den sovjetiska segern var underrättelseverksamhet av Richard Sorge, en tysk journalist som var marxist och GRU-spion i Japan och kunde förvarna Röda armén om planerat anfall till följd av att kommissarien för statssäkerhet i Fjärran östern, Genrich Ljusjenko, hoppade av till Japan och avslöjade tillståndet för de sovjetiska styrkorna i området.

### Polsk-sovjetiska kriget 1939
I och med Molotov-Ribbentroppakten hade Tyskland och Sovjetunionen delat upp Polen i två intressesfärer innan andra världskriget började. När således Wehrmacht 1 september 1939 anföll Polen fick tyskarna militär kontroll över sin andel (49 %) av landet och decimerat de polska styrkorna. Den 17 september 1939 gick Röda armén in i östra Polen och kunde med relativt små förluster inta sin andel (51 %) av landet. Gränsen mellan den tyska och sovjetiska delarna överensstämmer i stort med Polens östra gräns idag.

### Vinterkriget (1939–1940)
Även det vinterkriget var en konsekvens av Molotov-Ribbentrop-pakten då Sovjetunionen gavs fria händer av Nazityskland att inlemma Finland i sin intressesfär. Kriget började efter att Finland avvisat långtgående krav på eftergifter från sovjetisk sida. För den Röda arméns del blev intåget i Finland inledningsvis en stor katastrof: man hade inte kunnat tänka sig att det militärt underlägsna Finland skulle göra motstånd och den oförberedda Röda armén led svåra förluster innan motståndet slutligt besegrades. Viktiga lärdomar drogs från vinterkriget: bland annat att tunga stridsvagnar med flera torn och lätta stridsvagnar inte höll måttet. Istället satsade man på att utveckla medeltunga vagnar som T-34:an istället, en stridsvagn som visade sig vara mycket viktig för andra världskrigets utgång.

### Röda arméns inmarsch i Bessarabien (1940)
Som en del av Molotov-Ribbentrop-pakten föll Bessarabien (då en del av Rumänien) inom den sovjetiska intressesfären. I augusti 1940 ockuperades provinsen under krigshot mot Rumänien av Röda armén.

### Ockupationen av de baltiska staterna (1940)
Förutom Finland och Bessarabien så fick Sovjetunionen enligt Molotov-Ribbentrop pakten även rätten att överta de Baltiska staterna. Länderna införlivades i Sovjetunionen utan något större militärt besvär och fortsatte vara sovjetrepubliker fram tills det kalla krigets slut.

## Röda arméns organisation 1941

### Infanteriet
I juni 1941 var den röda armén uppställd vid Sovjetunionens gräns från Barents hav till Svarta havet.
De sovjetiska styrkorna var uppdelade i två operationella echelonger.
Första operativa echelongen var trupper vid gränsen baserade på förkrigstidens Speciella Militära Distrikt. Dessa var Leningrad, Baltiska, Väst, Kiev och Odessa Speciella Militära Distrikt. Efter krigsutbrotten blev dessa: Nordfonten, Nordvästfronten, Västfronten, Sydvästfronten, Sydfronten.
Nordfronten bestod av: 14:e armén vid Murmansk), 7:e armén i Karelen (nära sjön Ladoga), 23:e armén (Viborgska näset) och styrkor direkt under direkt befäl av Nordfrontens stab
Nordvästfronten bestod av 8:e armén vid baltiska kusten, 11:e armén i Litauen och 27:e armén i reserv vid Norra Dvina, plus styrkor under direkt befäl av frontens stab.
Västfronten var uppdelad i tre arméer, som var i Vitryssland: 3:e armén vid Grodno, 10:e armén vid Bialystok, 4:e armén vid Brest-Litovsk i reserven var 13:e armén och styrkor direkt under befäl av frontens stab.
Sydvästfronten som var den starkaste bestod av 5:e armén vid Lutsk, 6:e armén vid Lvov (nu Lviv), 26:e armén vid Borislav, 12:e armén vid Tchernovitz och trupper direkt under befäl av frontens stab.
Sydfronten bestod av 9:e Självständiga armén i Bessarabien och styrkor direkt underställda frontens stab.
Andra operativa echelongen bestod av reservarméer och skulle försvara Dvina-Dnepr-linjen. 
Dessa var: 16:e armén, 19:e armén, 20:e armén, 21:a armén, 22:a armén samt den 24:e armén.

### Pansartrupperna
Pansartrupperna var under tjugo- och trettiotalet väl organiserade, och tyska officerare övade i hemlighet (p.g.a. Versaillesfördraget) med trupperna. Då den dynamiske marskalk Tuchatjevskij avsatts och avrättats frångick man tanken på självständiga pansarkårer, och band upp stridsvagnarna till infanteriunderstöd, vilket var olyckligt. Inte desto mindre blev de ryska pansartrupperna och spec. T-34-vagnen en obehaglig överraskning för tyskarna. De sovjetiska cheferna lärde sig allt mer om pansartaktik under krigets gång, men till priset av stora förluster. Dock producerades så många vagnar att pansartrupperna ändå kunde hålla sin numerär uppe.
Efter kriget skedde en gradvis, inte språngvis, utveckling av pansarvapnet. Utvecklingen av ryska stridsvagnar kännetecknas av en långsiktighet och gradvis förfining, som saknats i väst där varje vagn varit mer av ett individuellt projekt. De ryska vagnarna (T54, T55, T62, T 64, T72 och T80) anses individuellt underlägsna västvagnar, men eftersom de fanns i så många fler exemplar utgjorde de ändå ett klart hot.

## Det stora fosterländska kriget (1941–1945)
När Tyskland anföll Sovjetunionen bestod Röda armén av 5,7 miljoner soldater. 303 divisioner och 22 brigader (4,8 miljoner soldater), varav 166 divisioner och 9 brigader (2,9 miljoner soldater) var placerade i de militärdistrikt som gränsade till Tyskland och Rumänien.
De västallierade inledde i september 1941 leveranser av militär utrustning, förnödenheter och råvaror för att hjälpa RA att hejda den tyska framryckningen. Även om det rörde sig om stora mängder materiel, så var det ändå en liten andel jämfört med den egna produktion i fabrikerna som flyttades långt in i landet.
Till exempel leveranserna av flygplan var 20 500 medan egen produktion var 136 000, det vill säga en andel på 13 %. Likaså importen av stridsvagnar var 13 % och av kanoner 3 %. Däremot leveranserna av lastbilar och verktygsmaskiner var mer betydande, nästan 70 %, och var förutsättning att snabba upp uppbyggnaden av logistikkapaciteten i den sovjetiska krigsmakten och produktionen i krigsindustrin. 
Röda arméns utrustning under andra världskriget:
- Officerare
  - basvapnet var en Tokarev m/33 automatpistol, kaliber 7,62 mm.

- Infanterivapen
  - basvapnet var ett Mosin-Nagant-gevär modellbeteckning m/91-30, kaliber 7,62 mm.
  - pistolen Tokarev m/40, kaliber 7,62 mm, med 10 patroners utbytbart magasin.
  - K-pisten PPSh-41  kaliber 7,62x25mm.
  - automatgeväret Tokarev SVT-40 kaliber 7.62x54.
- Stridsvagnar: T-34-85

- - T-34 (76.2mm)
  - T-34-85 (85mm)
  - KV-1 (76.2mm)
  - KV-85 (85mm)
  - Churchill III/IV (57mm)
  - M3 Grant (75mm)

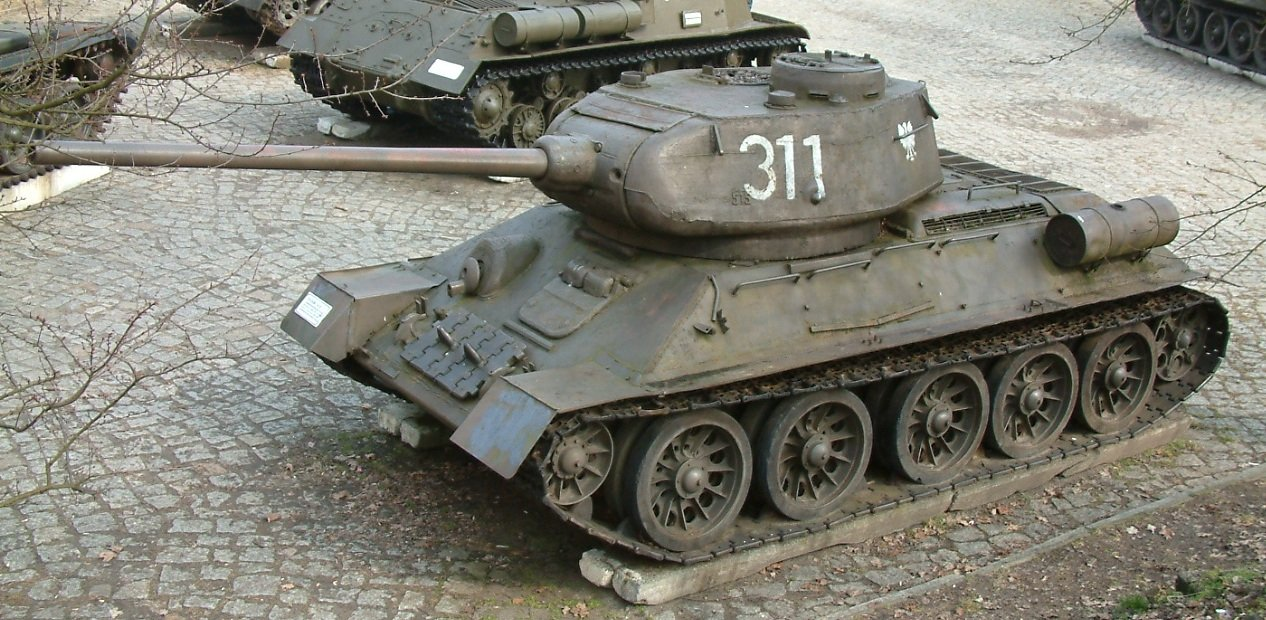
T-34-85

- Självgående artillerivagnar: Katjusja
  - SU76-M (76.2mm) (Suka – hynda)
  - SU-122 (122mm)
  - SU-152 (152mm) (Zvierboy)
- Artilleri:

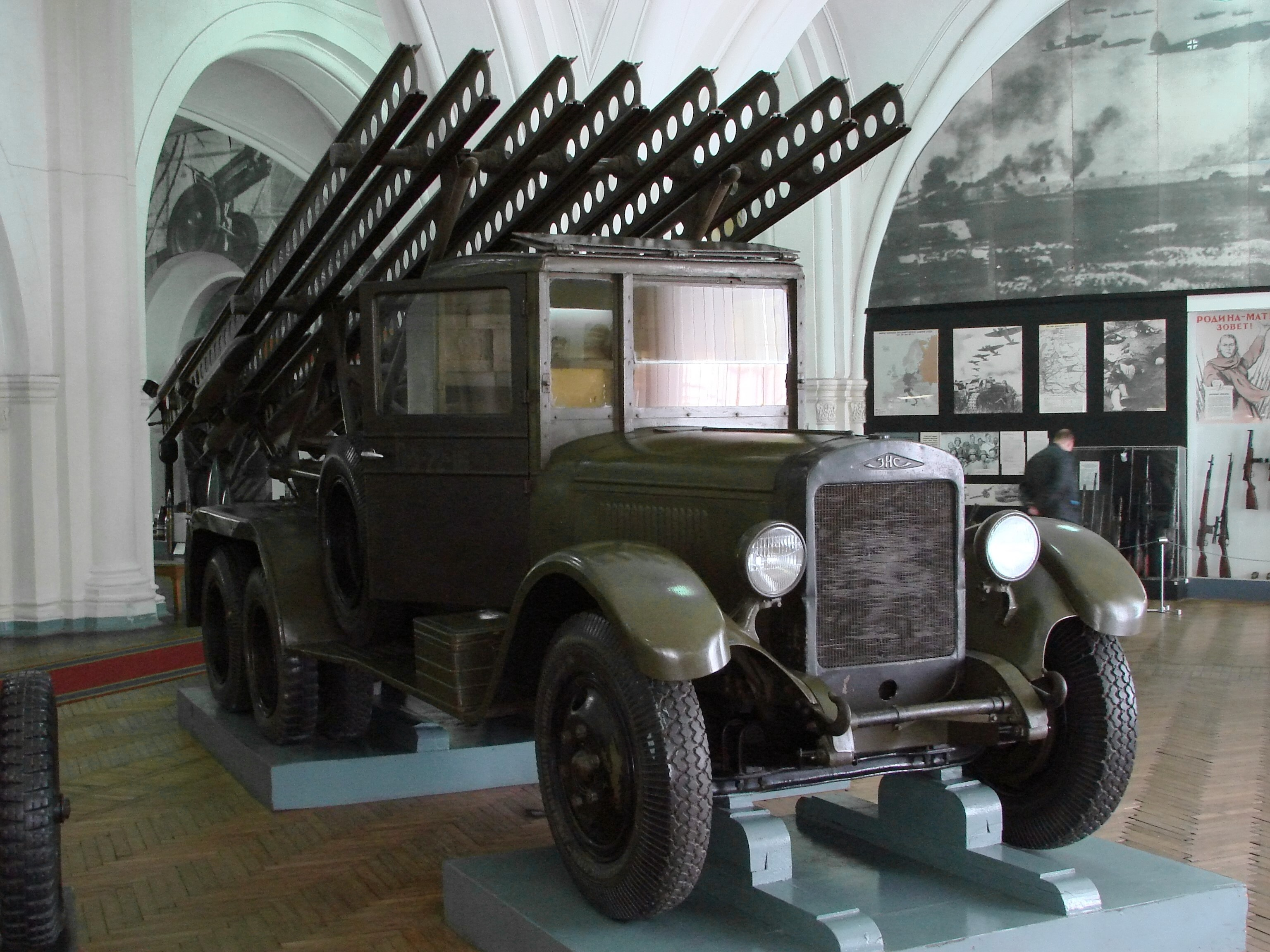
Katjusja

  - BM-8 (82mm) (Katjusja/Stalinorgel)
  - BM-13 (132mm) (Katjusja/Stalinorgel)

### Slaget om Rostov (1941 och 1942)
Rostovs kapitulation den 28 juli 1942 efter några dagars kamp hade företagits utan tillstånd från Stalin. Detta tolkades som symptom för dålig stridsmoral och resulterade i krigsrätt och flera avrättningar, samt reformeringen av RA:s strukturer. Politruk- eller kommissarie-systemet, som gick ut på att varje militär chef hade en politisk kommissarie vid sin sida avskaffades. I fortsättningen så begränsades politrukernas uppgifter till att sköta den politiska skolningen av trupperna. Man lyfte också fram duktiga strateger med kunskaper om modern krigföring och avlägsnade de gamla veteranerna från inbördeskriget. Man återinförde gradsymboler, epåletter och allehanda medaljer som varit frånvarande i RA sedan revolutionen. Reformen var troligen ett viktigt element inför vändningen av kriget.

### Slaget vid Kursk (4 juli–23 augusti 1943)
Röda armén lärde sig kontinuerligt av tyskarnas taktik och användning av moderna krigsteknologier. Stridsvagnstyrkor och flyg förstärktes och organiserades upp. Radiokommunikation och radiounderrättelse ökade styrkornas effektivitet och byggde på kunskapen om fiendens aktiviteter (brittiska spionnätverket "Lucy" hade kommit över ULTRA-kryptokoder och förmedlade dessa till RA). Således sommaren 1943 när tyskarna skulle återuppta offensiven (Operation Zitadelle) möttes de av toppmodernt utrustade och betydligt bättre tränade styrkor under ledning av Grigorij Zjukov, som var arkitekten för den nya strategin. Zjukov beordrade en serie av våldsamma pansaranfall som forcerade den tyska fronten.
Deltagande styrkor av ofattbar numerär (under Kursk-slagets första fas, tyskarnas offensiv Operation Zitadelle):
- Sovjet: 1 300 000 man, 3 600 stridsvagnar, 20 000 artilleripjäser och 2 400 flygplan.
- Tyskland: 900 000 man, 2 700 stridsvagnar, 2 000 flygplan.

Förluster:
- Sovjet: 250 000 döda, tillfångatagna eller försvunna och 600 000 sårade, 2 500 stridsvagnar, 1 000 flygplan
- Tyskland: 75 000 döda tillfångatagna eller försvunna och 100 000 sårade, 500 stridsvagnar, 200 flygplan

### Segertåget mot Berlin
Röda armén tillsammans med de allierade spelade en avgörande roll för segern över Nazityskland och under kriget mobiliserades mellan 15 och 20 miljoner soldater, av dessa stupade 7–10 miljoner.
Sovjetiska styrkorna delades upp i fronter, räknat norrifrån:
- 3:e vitryska fronten under Tjerniakovskij vid Östersjökusten
- 2:a vitryska fronten under Konstantin Rokossovskij intar Stettin (nuvarande Szczecin)
- 1:a vitryska fronten under Grigorij Zjukov
- 1:a ukrainska fronten under Loniev med riktning på södra Polen, sedan mot Tarnopol
- 2:a ukrainska fronten under Malinovskij befriar Ungern den 4 april 1945 och Tjeckoslovakien den 4 april 1945
- 3:e ukrainska fronten under xxx[förtydliga] med riktning mot Odessa, Bukarest den 31 augusti 1944 och sedan befriar Ungern den 4 april 1945 och Wien den 13 april 1945
- 4:e ukrainska fronten under xxx[förtydliga] med riktning mot Krim, Sevastopol, och Moravska Ostrava i Tjeckoslovakien.

Se även http://www.worldwar-2.net/timelines/war-in-europe/eastern-europe/eastern-europe-index-1944.htm och http://www.worldwar-2.net/timelines/war-in-europe/eastern-europe/eastern-europe-index-1945.htm
Röda arméns soldater gjorde sig kända för grov plundring och våldtäkter mot både tysk och annan befolkning (baltiska och östeuropeiska medborgare) i befriade och ockuperade områden. Ett undantag var Nordnorge som befriades utan övergrepp från Röda arméns sida.

### Offensiven i Manchuriet (1945)
Som överenskommet med de västallierade så förklarade Sovjetunionen krig mot Japan tre månader efter Tysklands kapitulation. Den 9 augusti 1945 genomfördes den sista sovjetiska offensiven i kriget och Röda armén ockuperade utan problem hela Manchuriet. Denna offensiv är känd som en av de mest lyckade markoffensiverna och användes som skolboksexempel runt om i världen för officersutbildningar.

## Sovjetarmén
Sovjetarmén (ryska: Советская Армия, Sovetskaja Armija) var sedan 1946 namnet på Sovjetunionens krigsmakt förutom Sovjetflottan. Sovjetarmén bestod av följande försvarsgrenar:
- Markstridskrafterna
- Flygvapnet
- Luftförsvarsstyrkorna (egen försvarsgren 1954)
- Strategiska raketstridskrafterna (egen försvarsgren 1959)

### Koreakriget (1950–1953)
I Koreakriget deltog även sovjetarmén vid sidan av kineserna för att bistå nordkoreanerna, även om det inte var officiellt.

### Warszawapakten 1955
Warszawapakten bildades 1955 officiellt som en motvikt till NATO, och inofficiellt som en stabiliserande faktor. Medlemsländerna var:
- Sovjetunionen
- Socialistiska folkrepubliken Albanien; lämnade alliansen 1962 på grund av ideologiska orsaker och på grund av lojalitet med Folkrepubliken Kina i den sovjet-kinesiska konflikten. Formellt lämnade Albanien alliansen 1968.
- Folkrepubliken Bulgarien
- Socialistiska republiken Tjeckoslovakien
- Tyska demokratiska republiken; lämnade alliansen 1990.
- Folkrepubliken Ungern
- Folkrepubliken Polen; efter 1989 som Republiken Polen.
- Socialistiska republiken Rumänien

Sovjetunionen hade den ledande rollen, och befälhavare rekryterades alltid därifrån:
- Ivan Konev (1955–1960)
- Andriej Gretjko (1960–1967)
- Ivan Jakubowskij (1967–1976)
- Viktor Kulikov (1976–1987)
- Piotr Lusjev (1987–1991)

Sedan 1968 tillämpade man så kallade Brezjnevdoktrinen som handlade om begränsad suveränitet för medlemsländerna. Doktrinen kom till för att rättfärdiggöra interventionen mot Pragvåren.
Den 25 februari 1991 i Budapest kom medlemsländerna överens om att upplösa pakten.

### Upproret i Ungern 1956
Efter Josef Stalins död 1953 avsatte Ungerska arbetarpartiet sin ledare (Mátyás Rákosi) och lät den mer liberale Imre Nagy att ta över. 
1955 ersattes Nagy av András Hegedüs som 1956 efterträddes av Ernő Gerő. Ungefär samtidigt, i Polen, utsågs den liberale Władysław Gomułka till partiledare, vilket också i hela östblocket ingöt förhoppningar om reformer och nationell autonomi.
Detta ledde i oktober 1956 till studentdemonstrationer med pro-Gomulkateman och kort därefter när säkerhetspolisen (ÁVH) öppnade eld och dödat hundratals demonstranter, var upproret igång, till vilken den ungerska armén anslöt sig. Inom några dagar deltog eller sympatiserade miljoner ungrare. Nagy bildade en koalitionsregering, sade upp medlemskap i Warszawapakten och bad USA att erkänna Ungern som en neutral stat.
Röda armén, som var stationerad i Ungern, ryckte in och den 4 november intogs Budapest. Nagy liksom ca 1 200 andra (enligt en CIA-rapport) avrättades, många ungrare deporterades, och flera hundra tusen revoltdeltagare flydde landet.

### Krisen i Tjeckoslovakien under Pragvåren 1968
1968 skapade demokrati- och studentrevolter allvarliga spänningar även inom östblocket, framför allt i Tjeckoslovakien och Polen och ledde till utbyte av partiledare. I Tjeckoslovakien gick Alexander Dubček ett steg längre än vad som kunde accepteras av Leonid Brezjnev i Moskva. Med stöd av Brezjnevdoktrinen invaderades Tjeckoslovakien, natten mellan den 20 augusti och 21 augusti 1968, av styrkorna från alla Warszawapaktsländerna utom Rumänien. Mellan 5 000 och 7 000 stridsvagnar och flera hundra tusen soldater skulle återställa ordningen befriat från "socialismen med mänskligt ansikte" som var Dubčeks tema för reformarbetet.
Upplösningen kostade 100 döda och 70 000 som omedelbart flydde från landet. Dubček och flera andra ledare blev arresterade och bortförda till Moskva.